# Daniel Monard
Daniel Monard, né le 4 mai 1943, est un joueur de pétanque français. 

## Clubs
- ?-? : Boule Collétaine (Lozère)

## Palmarès[1]

### Séniors

#### Championnats du Monde
Champion du Monde
- Triplette 1992 (avec Christian Fazzino et Jean-Marc Foyot) :  Équipe de France

#### Jeux mondiaux
Vainqueur
- Triplette 1993 (avec Christian Fazzino et Jean-Marc Foyot) :  Équipe de France

#### Championnats de France
Champion de France
- Triplette 1992 (avec Edmond Rajcza et Christian Rochon) : Boule Collétaine